# Gianluca Gaetano
Gianluca Gaetano, né le 5 mai 2000 à Cimitile en Italie, est un footballeur italien, qui évolue au poste de milieu offensif ou d'attaquant au Cagliari Calcio.

## Biographie

### En club
Né à Cimitile en Italie, Gianluca Gaetano est un pur produit du centre de formation du SSC Naples, qu'il rejoint en 2011. Il se fait remarquer avec les jeunes en UEFA Youth League le 28 novembre 2018, en réalisant un triplé face à l'Étoile rouge de Belgrade. Une performance qui est d'autant plus marquante puisqu'il inscrit ses trois buts après être entré en jeu, et alors que son équipe était menée d'un but. Il donne ainsi la victoire aux siens (5-3 score final).
Gianluca Gaetano fait sa première apparition en professionnel à l'occasion d'un match de Coupe d'Italie contre l'US Sassuolo, le 13 janvier 2019. Il entre en jeu à la place d'Arkadiusz Milik, et son équipe s'impose sur le score de deux buts à zéro ce jour-là.
Le 10 décembre, il joue son premier match de Ligue des champions avec le SSC Naples, en entrant en jeu à la place de Piotr Zieliński contre le KRC Genk (victoire 4-0 des Napolitains).
Le 21 janvier 2020, Gianluca Gaetano est prêté à l'US Cremonese, club évoluant en Serie B. Le 18 septembre 2020, son prêt est prolongé pour une saison supplémentaire.
Gaetano fait ensuite son retour à Naples. Lors de la saison 2022-2023, il participe au sacre de son équipe qui remporte pour la troisième fois de son histoire le championnat d'Italie. Il inscrit son premier but lors de la 36ème journée dans un match contre l'Inter.
Le 1er février 2024, Gianluca Gaetano rejoint le Cagliari Calcio sous la forme d'un prêt payant jusqu'à la fin de la saison.

### En équipe nationale
Gianluca Gaetano joue son premier match avec l'équipe d'Italie des moins de 20 ans le 5 septembre 2019, contre la Pologne, (victoire 2-0 de l'Italie). Il inscrit son premier but lors du match suivant, le 9 septembre, contre la Tchéquie (victoire 0-2 de l'Italie).

## Style de jeu
Gianluca Gaetano est un milieu de terrain offensif qui aime être au cœur du jeu. Comparé à Marek Hamšík, l'une des légendes du SSC Naples, il est décrit comme un joueur doué qui aime partir du milieu de terrain pour apporter le danger offensivement.

## Palmarès
SSC Napoli
- Championnat d'Italie de football (1)
  - Champion en 2023
- Supercoupe d'Italie de football
  - Finaliste en 2023.